# Osorius parviceps
Osorius parviceps är en skalbaggsart som beskrevs av Notman 1925. Osorius parviceps ingår i släktet Osorius och familjen kortvingar. Inga underarter finns listade i Catalogue of Life.